# Oli de palmist

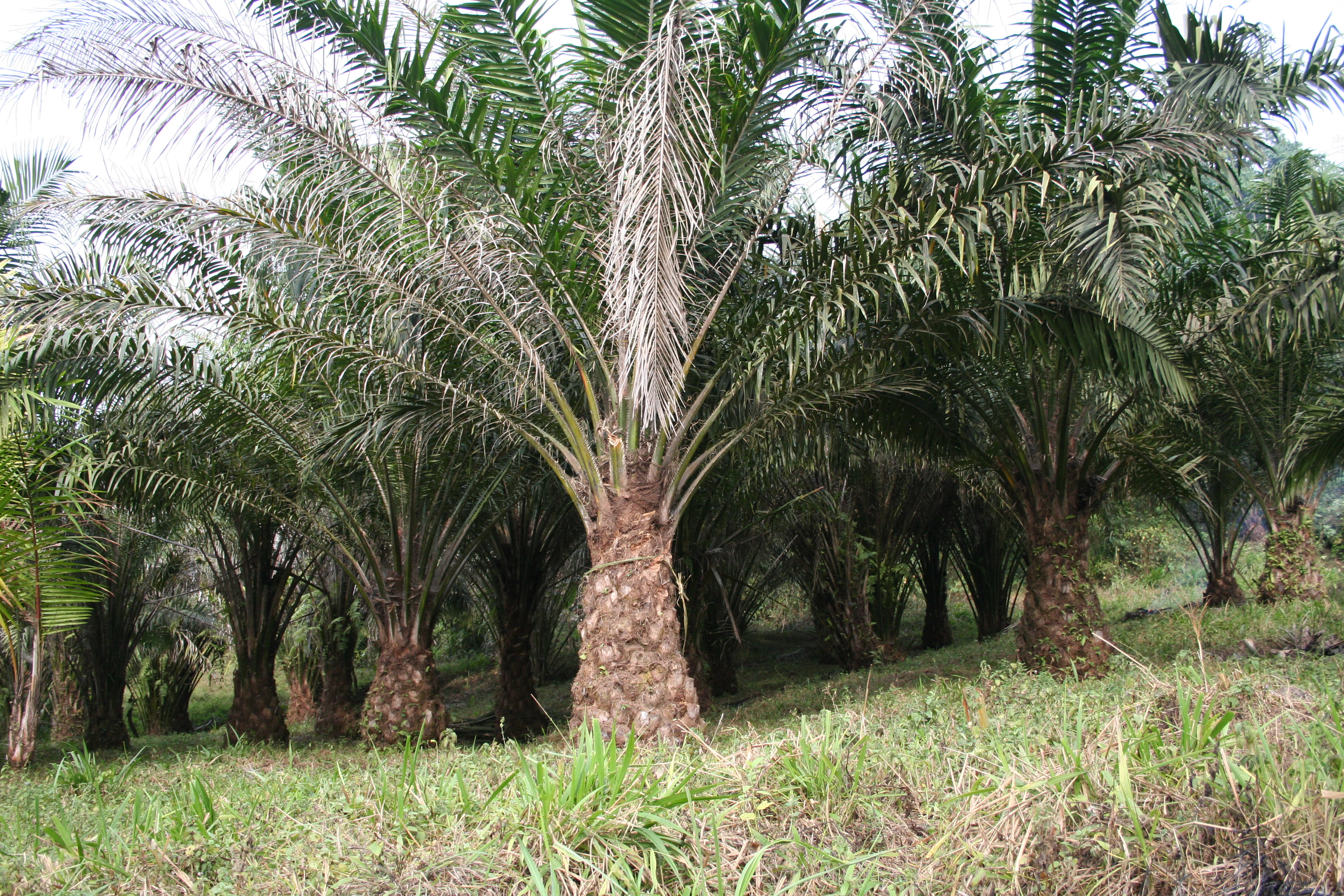
Arbre de la palmera d'oli de Guinea

L'oli de palmist és un oli vegetal comestible que s'extreu de l'ametlla del fruit de la palmera d'oli de Guinea. No s'ha de confondre amb l'oli de palma que hom obté per espremuda de la polpa. L'oli de palmist, l'oli de coco i l'oli de palma són tres dels pocs greixos vegetals altament saturats. Aquests olis donen nom a l'àcid palmític (àcid gras saturat de 16 carbonis). És utilitzat comercialment com a oli de fregir pel seu relatiu baix cost i perquè es manté estable a altes temperatures de cocció. També té una vida d'emmagatzematge més llarga que altres olis vegetals. L'oli de palmist és semisòlid a temperatura ambient, i de textura pastosa.